# Euphylidorea microphallus
Euphylidorea microphallus is een tweevleugelige uit de familie steltmuggen (Limoniidae). De soort komt voor in het Nearctisch gebied.